# Лубное (Калинковичский район)
Лубное (бел. Лубнае) — деревня в Наховском сельсовете Калинковичского района Гомельской области Беларуси.

## География

### Расположение
В 33 км на северо-восток от Калинкович, 5 км от железнодорожной станции Нахов (на линии Гомель — Лунинец), 94 км от Гомеля.

### Гидрография
Кругом мелиоративные каналы.

## Транспортная сеть
Транспортные связи по просёлочной, затем автомобильной дороге Гомель — Лунинец. Планировка состоит из чуть изогнутой, близкой к широтной ориентации улицы, к которой на западе присоединяется короткая улица, ориентированная с юго-запада на северо-восток. Застройка двусторонняя, неплотная, деревянная усадебного типа.

## История
Основана в начале XX века переселенцами из соседних деревень. В 1931 году жители вступили в колхоз. Во время Великой Отечественной войны в июне 1943 года оккупанты сожгли деревню и убили 16 жителей. 24 жителя погибли на фронте. В составе колхоза «50 лет Октября» (центр — деревня Нахов), работал магазин.

## Население

### Численность
- 2004 год — 18 хозяйств, 31 житель.

### Динамика
- 1930 год — 18 дворов, 86 жителей.
- 1940 год — 49 дворов, 170 жителей.
- 2004 год — 18 хозяйств, 31 житель.